# Rambert I Malatesta de Sogliano
Rambert I Malatesta de Sogliano fou fill de Joan I Malatesta de Sogliano i comte sobirà de Sogliano associats a son germans Guglielmo I Malatesta de Sogliano, i Malatesta I Malatestino de Sogliano el 1299. Fou també senyor de Penabilli, Verrucchio, Roncofreddo, Scorticata, Poggio dei Berni, Ciola dei Malatesti, Montegelli, Rontagnano, Savignano di Rigo, Pietra dell'Uso, Montebello i Montepetra. Va cedir Scorticata a l'església el 1302, i el 1305 va recomprar el castell i comarca de Strigara venut pel seu pare. Fou aliat del seu parent Pandolf I Malatesta. Va morir de la pesta a Sogliano el 1348.